# Крістен Стюарт
Крістен Стюарт (англ. Kristen Jaymes Stewart; нар. 9 квітня 1990, Лос-Анджелес, Каліфорнія, США) — американська акторка, відома своїми ролями у кінофільмах: «Злови ту дитину», «Кімната паніки», «Затура», «У країні жінок», «Білосніжка та мисливець» і «Сутінки».

## Біографія

### Дитинство і юність
Виросла в сім'ї працівників кіно: її батько Джон Стюарт — менеджер та телевізійний продюсер компанії Fox; її мати, за походженням австралійка, Джулз Стюарт — сценаристка. Дівчина відвідувала школу до сьомого клясу, а потім її перевели на домашнє навчання. Свій диплом отримала на зніманні фільму «Сутінки. Сага. Затемнення», разом зі своєю героїнею Беллою. У неї є рідний старший брат, Камерон Стюарт, а також два прийомних брати — Дана та Тейлор.

### Кар'єра
Перший акторський досвід  — у восьмирічному віці вона привернула увагу кіноагента на Різдвяній постановці початкової школи. Перша коротка поява Крістен на телебаченні — на телеканалі «Disney Channel» у фільмі «Тринадцятий рік». Відтак з'явилася в незалежній стрічці «Безпека предметів», зігравши доньку одинокої матері (Патрісія Клаксон); згодом зіграла доньку-діабетика розлученої матері (Джоді Фостер) у «Кімната паніки». На останній фільм було чимало схвальних відгуків, а юну акторку помічено великими кінокомпаніями.
У наступному трилері «Диявольський будинок» зіграла доньку героїв Шерон Стоун та Денніса Квейда, дарма що фільм не сподобався глядачам. Перша велика роль Крістен  — у стрічці «Злови ту дитину» (також «Місія без дозволення»): Стюарт зіграла Меді, дівчинку, яка разом із друзями вирішує пограбувати банк, щоб оплатити операцію хворого батька (знімалася з Максом Тіріотом та Корбіном Блу). Відтак зіграла роль Ліли у трилері «Undertow»; того ж року також зіграла головну роль у фільмі «Говори» (2004), знятому за однойменною книгою Лорі Гелз Андерсон. Тринадцятирічна Крістен зіграла дев'ятикласницю Мелінду Сордіно, яка практично припиняє розмовляти після зґвалтування: її героїня, переживши важку емоційну травму, замикається в собі. отримала багато похвал за чудову гру у стрічці, адже її мовчазна героїня мала безліч похмурих коментарів до всього, що відбувалося.
У 2005 році зіграла безвідповідальну сестру двох хлопчаків у фільмі «Затура»: хоч фільм схвально оцінений критиками, сама Крістен не привернула їхньої уваги. Того ж року, Стюарт зіграла героїню, на ім'я Майя у фільмі «Жорстокі люди» режисера Гріффіна Дюна; опісля, Крістен отримала головну роль у трилері «Посланці».
У 2007 зіграла підлітка Люсі Гардвік у «Країні жінок»; відтак знялася в «Диких умовах». За її роль Рейсі — співачки-підлітка, яка закохана в молодого шукача пригод Крістофера МакКендлеса — отримала здебільшого позитивні відгуки. Згодом Крістен з'явилася у стрічці «Що щойно сталося» (вийшла в прокат у жовтні 2008). Також Крістен грала у незалежних фільмах «Пожирачах пирогів» та у «Жовтому носовичку». Обидва фільми було знято для показів на кінофестивалях.
У грудні 2007 «Summit Entertainment» оголосив, що Крістен обрано на роль Белли Свон у фільмі «Сутінки» — адаптації однойменного «вампірського» бестселеру Стефені Маєр.
Режисер «Сутінок» Кетрін Гардвік відвідала під час фільмування іншої стрічки для неофіційного «тесту» на роль: Крістен просто «заворожила» її. Вона знімалася разом із Робертом Паттінсоном, який зіграв Едварда Каллена. Знімання розпочали в лютому 2008, а завершили в травні. Світова прем'єра Сутінок відбулася 21 листопада 2008 року. Крістен також грала роль Белли у продовженнях Сутінок під назвами «Сутінки. Сага. Молодий місяць» у 2009 році, «Сутінки. Сага. Затемнення» у 2010, «Сутінки. Сага. Світанок: частина 1» у 2011 році та «Сутінки. Сага. Світанок: частина 2» у 2012 році.

## Особисте життя
Стюарт ідентифікує себе як  феміністку .
Крістен живе у Лос-Анджелесі, Каліфорнія. 2008 року, в інтерв'ю для «Ярмарку марнославства» вона підтвердила, що зустрічається з актором Майклом Ангарано. Крістен також товаришує з партнерами по Сутінках — Робертом Паттінсоном та Ніккі Рід, яка виконує роль Розалі Хейл.
Стюарт звірилася, що хотіла б жити в Австралії: «Я хочу вступити до Сіднейського університету в Австралії. Моя мати звідти». Вона теж бажає незабаром вступити в коледж: «У коледжі я хочу вивчати літературу. Я хочу бути письменницею. Хоч люблю те, що роблю, проте це ще не все, що хочу робити — бути професійною брехункою решту життя». Крістен також уміє грати на гітарі.
Романтичні стосунки з колегою Робертом Паттінсоном Стюарт приписували з часу зустрічі акторів на зніманні фільму «Сутінки» 2008 року. Протягом чотирьох років пара не підтверджувала свої стосунки, проте численні фотографії папараці та свідчення очевидців зробило пару «Робстен» незмінним об'єктом уваги та спекуляцій у пресі. В інтерв'ю журналу «GQ» на запитання чому вона відмовляється розповідати про усім відомі речі Стюарт відповіла: «Так, я знаю це… Подробиці мого життя так легко дізнатися, скориставшись Ґуґлом. Я маю на увазі, слухайте, це ж очевидно!» Журналісти допитувались, чому вона не бажає розмовляти про особисте життя, а Стюарт відповіла: «Я егоїст. Так і хочеться сказати: „Це моє!“ — і бажаю, щоб „моє“ моїм і залишалося. Це така собі маленька гра, до того ж ризикована. Я завжди кажу сама собі, що не стану змінювати нічого, тому що не бачу в цьому сенсу і користі. Коли вийду заміж, коли у мене з'явиться дитина і всім буде цікаво дізнатися її ім'я, гарантую, що дуже довго не повідомлятиму абсолютно нічого».
Офіційно стосунки з Робертом Паттінсоном акторка вперше підтвердила у липні 2012 року, коли таблоїд «US Weekly» опублікував світлини, на яких Стюарт зафіксовано під час зради Паттінсону з режисером фільму «Білосніжка та мисливець» Рупертом Сандерсом. Того ж дня, коли фотографії з'явились у пресі, Стюарт оприлюднила адресоване Паттінсону публічне вибачення: «Своїм необдуманим вчинком я зруйнувала все найдорожче, що було у моєму житті, завдала болю людині, котру кохала та поважала понад усе — Робу. Я кохаю-кохаю його, мені так жаль». Її тоді ж і визнано найгіршою акторкою Великої Британії[джерело?].
У серпні 2016 року стало відомо, що Крістен зробила пропозицію своїй дівчині Аліші Каргайл, з якою зустрічалася протягом трьох років до того. Проте наприкінці року пара розійшлася.
У 2016—2018 рр. Крістен мала романтичні стосунки з топмоделлю Стеллою Максвелл, з якою теж розійшлася.
Улітку 2019 року ЗМІ поширювали чутки, нібито акторка планує зійтися з Максвелл. Проте в серпні папараці сфотографували Крістен Стюарт під час побачення зі сценаристкою Ділан Меєр: спочатку пара гуляла в Нью-Йорку, а потім жінки обіймалися і цілувалися під час прогулянки Лос-Анджелесом.
У вересні 2019 року в інтерв'ю Harpers Bazaar Крістен Стюарт зізналася, що від неї вимагали приховувати бісексуальність заради ролі у фільмі Marvel. Хто саме ставив їй таку вимогу, акторка не уточнила.
У січні 2022 року Крістен Стюарт розповіла журналістам про свою наречену Ділан Меєр і їхні плани на весілля.

## Цікаві факти[11]
- У Крістен Стюарт п'ятеро домашніх тварин, а саме — Джек (собака), Лілі (собака), Джелла (кіт), Оз (собака), Ведмідь (собака).
- Крістен хотіла вивчати літературу й стати письменницею, сценаристкою чи режисеркою. Вона ніколи не думала про кар'єру акторки.
- Крістен знялася в рекламі автомобілів Porsche.
- Вона палить.
- 2008 року Крістен нагороджена званням «The Movie Fanatic's Hottest Young Actress».
- Граючи роль Белли Свон, Крістен носила коричневі контактні лінзи.
- 2012 року вона посіла 27 місце в «Топ 99 найбажаніших жінок світу», складеному сайтом AskMen.
- У 2013 році Крістен Стюарт очолила антирейтинг «10 найменш сексуальних акторок сучасності». Опитування британських чоловіків напередодні церемонії вручення премії «Оскар» провів сайт MenKind.co.uk.[12]
- 2016 року актриса стала обличчям колекції Chanel Collection Eyes.[13]

У 2013 році здобула нагороду "Золота малина за найгіршу жіночу роль"
- Під час церемонії вручення премії Independent Spirit Awards у Каліфорнії 7 березня 2022 року у своїй промові акторка публічно висловилася на підтримку України: «Премія Spirit Awards символізує свободу самовираження, незалежність і людяність. Сьогодні ми змушені стати на бік народу України. Вони ризикують своїм життям, щоб боротися саме за ці речі. Ми виступаємо за сотні тисяч біженців, які рятуються від цієї війни: як українців, так і представників інших національностей, які не можуть знайти безпечне місце»[14].

## Фільмографія
| Рік  |     | Українська назва                        | Оригінальна назва                     | Роль                       |
| ---- | --- | --------------------------------------- | ------------------------------------- | -------------------------- |
| 1999 | тф  | Син русалки                             | The Thirteenth Year                   | дівчинка в лінії фонтану   |
| 2000 | ф   | Флінстоуни 2: Віва Рок-Вегас            | The Flintstones in Viva Rock Vegas    | дівчинка, яка кидає кільце |
| 2001 | ф   | Безпека речей                           | The Safety of Objects                 | Сем Дженнінгс              |
| 2002 | ф   | Кімната страху                          | Panic Room                            | Сара Альтман               |
| 2003 | ф   | Диявольський маєток                     | Cold Creek Manor                      | Крістен Тілсон             |
| 2004 | ф   | Говори                                  | Speak                                 | Мелінда Сордіно            |
| 2004 | ф   | Заборонена місія                        | Catch That Kid                        | Медді                      |
| 2004 | ф   | Підводна течія                          | Undertow                              | Ліла                       |
| 2005 | ф   | Жорстокі люди                           | Fierce People                         | Мая                        |
| 2005 | ф   | Затура: Космічна пригода                | Zathura: A Space Adventure            | Ліза                       |
| 2007 | ф   | Посланці                                | The Messengers                        | Джесс                      |
| 2007 | ф   | В країні жінок                          | In the Land of Women                  | Люсі Гардвік               |
| 2007 | ф   | Солодка північ                          | The Cake Eaters                       | Джорджия Камінські         |
| 2007 | ф   | Тепер я йду у дику далечінь             | Into the Wild                         | Трейсі Татро               |
| 2007 | кф  | Кутласс                                 | Cutlass                               | Янг Робін                  |
| 2008 | с   | Шоу Сари Сильверман                     | The Sarah Silverman Program.          | диктор                     |
| 2008 | ф   | Жовта хусточка щастя                    | The Yellow Handkerchief               | Мартіна                    |
| 2008 | ф   | Що тут сталося                          | What Just Happened                    | Зої                        |
| 2008 | ф   | Телепорт                                | Jumper                                | Софі                       |
| 2008 | ф   | Сутінки                                 | Twilight                              | Белла Свон                 |
| 2009 | ф   | Парк культури і відпочинку              | Adventureland                         | Емілі Ем Левін             |
| 2009 | ф   | Сутінки. Сага: Молодий місяць           | The Twilight Saga: New Moon           | Белла Свон                 |
| 2010 | ф   | Ласкаво просимо до Райлі                | Welcome to the Rileys                 | Еллісон псевдонім Меллорі  |
| 2010 | ф   | Раневейс                                | The Runaways                          | Джоан Джетт                |
| 2010 | ф   | Сутінки. Сага: Затемнення               | The Twilight Saga: Eclipse            | Белла Свон                 |
| 2011 | кф  | Маркус Фостер: Я був зламаний           | Marcus Foster: I Was Broken           | дівчина                    |
| 2011 | ф   | Сутінки Сага: Світанок — Частина 1      | Twilight Saga: Breaking Dawn          | Белла Свон                 |
| 2012 | ф   | Білосніжка та мисливець                 | Snow White & the Huntsman             | Білосніжка                 |
| 2012 | ф   | На дорозі                               | On the Road                           | Мерілу / Луанна Гендерсон  |
| 2012 | ф   | Сутінки Сага: Світанок — Частина 2      | Twilight Saga: Breaking Dawn — Part 2 | Белла Свон                 |
| 2012 | ф   | К-11                                    | K-11                                  | секретар Рея               |
| 2014 | ф   | Табір «X-Ray»                           | Camp X-Ray                            | Емі Коул                   |
| 2014 | ф   | Зільс-Марія                             | Clouds of Sils Maria                  | Валентина                  |
| 2014 | ф   | Все ще Еліс                             | Still Alice                           | Лідя Гавленд               |
| 2014 | кф  |                                         | Jenny Lewis: Just One of the Guys     | Мен                        |
| 2014 | кф  |                                         | 9 Kisses                              | фанатка                    |
| 2015 | ф   | Ультраамериканці                        | American Ultra                        | Фібі Ларсон                |
| 2015 | ф   | Анестезія                               | Anesthesia                            | Софі                       |
| 2015 | кф  |                                         | Once and Forever                      | Коко Шанель                |
| 2015 | ф   | Рівні                                   | Equals                                | Ніа                        |
| 2016 | ф   | Декілька жінок                          | Certain Women                         | Бет Тревіс                 |
| 2016 | ф   | Світське життя                          | Café Society                          | Вероніка Сібіл             |
| 2016 | ф   | Персональний покупець                   | Personal Shopper                      | Морін                      |
| 2016 | ф   | Біллі Лінн: Довга перерва посеред бою   | Billy Lynn's Long Halftime Walk       | Кетрін Лінн                |
| 2018 | ф   | Ліззі                                   | Lizzie                                | Бріджит Салліван           |
| 2018 | ф   |                                         | JT LeRoy                              | Саванна Нуп                |
| 2019 | ф   | Проти всіх ворогів: історія Джин Сіберг | Seberg                                | Джин Сіберг                |
| 2019 | док |                                         | Love, Antosha                         | у ролі самої себе          |
| 2019 | ф   | Янголи Чарлі                            | Charlie's Angels                      | Сабіна Вілсон              |
| 2020 | ф   | Під водою                               | Underwater                            | Нора Прайс                 |
| 2020 | ф   | Найщасливіший сезон                     | Happiest Season                       | Еббі                       |
| 2021 | ф   | Спенсер: Таємниця принцеси Діани        | Spencer: The secret of Princess Diana | Діана, принцеса Уельська   |
| 2022 | ф   | Злочини майбутнього                     | Crimes of the Future                  | Тімлін                     |
| 2024 | ф   | Любов, брехня та кровопролиття          | Love Lies Bleeding                    | Лу                         |
| 2024 | ф   |                                         | Love Me                               | Дейжа                      |
| 2024 | ф   |                                         | Sacramento                            | Розі                       |